# 24119 Katherinrose
24119 Katherinrose là một tiểu hành tinh vành đai chính với chu kỳ quỹ đạo là 1303.1512405 ngày (3.57 năm).
Nó được phát hiện ngày 3 tháng 11 năm 1999.